# Grossaffoltern
Grossaffoltern és un municipi suís del cantó de Berna (Suïssa), situat al districte administratiu del Seeland i a l'antic districte d'Aarberg.